# ハワード・マーティン・テミン
ハワード・マーティン・テミン（Howard Martin Temin、1934年12月10日 - 1994年2月9日）は、アメリカ合衆国の遺伝学者。ペンシルベニア州フィラデルフィア生まれ。

## 経歴
1970年代にウィスコンシン大学マディソン校で逆転写酵素を発見し、レナート・ドゥルベッコ、デビッド・ボルティモアとともに、1975年度のノーベル生理学・医学賞を受賞した。この論文は重要性が直ちに認識され、Natureの編集部の判断によって著者の順序が変更されたことでも知られている。　さらに彼は、腫瘍ウイルスが逆転写酵素を使って宿主の細胞の遺伝情報をどのように書き換えるかということを明らかにした。またこの発見は、フランシス・クリックが提唱し、広く信じられてきたセントラルドグマの概念に修正を迫るものであった。クリックや当時の他の分子生物学者は遺伝情報は、DNA→RNA→タンパク質と一方向にのみ流れるものだと信じていたが、テミンはある種の腫瘍ウイルスが、逆転写酵素を使ってRNA→DNAの方向に遺伝情報を伝えることができるということを示した。
この現象は、同じ頃テミンと一緒にノーベル賞を受賞することになるデビッド・ボルティモアによっても、独立に発見されていた。逆転写酵素は、エイズを引き起こすHIVやウイルス性肝炎の原因となるB型肝炎ウイルス (HBV) などのウイルスも持っているため、この酵素の発見は近年の医学における最も重要な発見の一つとなった。また分子生物学においてmRNAからのcDNAの合成、PCRや医療診断に使われる重要なツールにもなっている。また、アジドチミジンなどの逆転写酵素阻害薬はHIVに対する治療薬として用いられている。
長い間、喫煙の反対論者であり、59歳で肺癌のため死去したが、彼自身はタバコを吸わなかった。ウィスコンシン大学マディソン校の散歩道には彼の名前が付いている。彼は1955年にスワースモア大学で生物学の学士号を取得し、1959年にカリフォルニア工科大学で博士号を取得した。
テミンの弟のピーター・テミンはマサチューセッツ工科大学の経済学の教授であり、経済学部の元学部長である。

## 受賞
- 1971年 ウォーレン賞
- 1972年 米国科学アカデミー賞分子生物学部門、レオポルド・グリフエル賞
- 1973年 ファイザー酵素化学賞
- 1974年 ガードナー国際賞、アルバート・ラスカー基礎医学研究賞
- 1975年 ノーベル生理学・医学賞
- 1992年 アメリカ国家科学賞

## 参考
- Howard M. Temin - Biographical

1. ↑  Temin HM, Mizutani S (June 1970). “RNA-dependent DNA polymerase in virions of Rous sarcoma virus”. Nature 226 (5252):  1211–3. doi:10.1038/2261211a0. PMID 4316301.
2. ↑  水谷 哲 (October 1994). “追悼Howard M. Temin博士 逆転写酵素の発見からノーベル賞受賞まで”. 蛋白質 核酸 酵素 39 (10):  90–92.